# 罗纳德·杜普里
罗纳德·埃德蒙·杜普里（英語：Ronald Edmund Dupree，1981年1月26日—），生于密西西比州比洛西斯，美国前职业篮球运动员，司职小前锋

## NBA生涯
在路易斯安那州立大学结束大学篮球生涯后，杜普里未能在2003年的NBA选秀中被球队选中，但是在2003-04赛季中他被芝加哥公牛队签下，新秀赛季后他和活塞队签订了合同，但是很少被主教练拉里·布朗使用，而在2005-06赛季中被交易去明尼苏达森林狼队以换取一个第二轮选秀权。2006年7月17日，杜普里再次和活塞队签约。
这位6尺7寸（201公分）的小前锋有着场均4.7分和2.8个篮板的NBA生涯数据。